# Mùa bão Tây Bắc Thái Bình Dương 1955
Mùa bão Tây Bắc Thái Bình Dương 1955 không có giới hạn chính thức, nó diễn ra trong suốt năm 1955; tuy nhiên hầu hết các xoáy thuận nhiệt đới có xu hướng hình thành trong giai đoạn từ tháng 5 đến tháng 11. Đây là những thời điểm quy ước phân định khoảng thời gian tập trung hầu hết số lượng xoáy thuận nhiệt đới hình thành mỗi năm trên Tây Bắc Thái Bình Dương.
Phạm vi của bài viết này chỉ giới hạn ở Thái Bình Dương, khu vực nằm về phía Bắc xích đạo và phía Tây đường đổi ngày quốc tế. Những cơn bão hình thành ở khu vực phía Đông đường đổi ngày quốc tế và phía Bắc xích đạo thuộc về Mùa bão Đông Bắc Thái Bình Dương 1955. Toàn bộ bão nhiệt đới hình thành trên Tây Bắc Thái Bình Dương sẽ được chỉ định tên gọi bởi Trung tâm Thời tiết Hạm đội có trụ sở tại Guam.

## Các cơn bão

### Bão Wilda
Hình thành vào ngày 21,Wilda đi chuyển chậm vào vùng biển ấm,nơi nó đạt trạng thái bão cấp 2 mạnh.Wilda đổi hướng và bắt đầu suy yếu.Ngay sau đó,Wilda suy yếu nhanh chóng thành một vùng thấp trước khi nhanh chóng tan biến vào ngày 29

## Tên bão
Sau đây là danh sách các tên bão được đặt tên trong mùa bão 1955
| - Violet - Wilda - Anita - Billie | - Clara - Dot - Ellen - Fran | - Georgia - Hope - Iris - Joan | - Kate - Louise - Marge - Nora | - Opal - Patsy - Ruth |